# Apus alexandri
Apus alexandri là một loài chim trong họ Apodidae.